# تصاكل

تأثير تحويل متصاكل على شكل من الأشكال الهندسية

نقول أن الدالة h متصاكلة (من التصاكل، وهو لفظ منحوت من كلمتين "متصل" و"تشاكل"، بالإنجليزية: Homeomorphic) إذا توفرت الشروط التالية:
- h مستمرة وتقابلية
- {\displaystyle h^{-1}} موجودة ومستمرة

في الرياضيات يقال أن هناك تطابق طوبولوجي بين المجموعتين A وB إذا كان هناك دالة متصاكلة بين A وB.
بطريقة بديهية يمكن فهم التصاكل (Homeomorphism) في عملية تشوه الكيان نفسه دون تمزقات أو لصق. كما عند استخدام قطعة بلاستيسين لتحويل شكل الى آخر.